# Heini Kaufeld
Heini Kaufeld (* 19. Juli 1920 in Hamburg; † 6. Mai 1996 ebenda)  war ein deutscher Theaterschauspieler, Hörspielsprecher und Regisseur.

## Leben
Bereits als Kind spielte Kaufeld an verschiedenen Hamburger Theatern, u. a. dem Deutschen Schauspielhaus. 1939 engagierte ihn Richard Ohnsorg an die Niederdeutsche Bühne Hamburg, dem späteren Hamburger Ohnsorg-Theater. Kaufeld verkörperte dort überwiegend komische Figuren, aber ebenso Charakterrollen.
Bundesweit wurde er durch zahlreiche Fernsehaufzeichnungen von Ohnsorg-Theaterstücken des NDR bekannt, so u. a. Das Herrschaftskind (1955), Zwei Kisten Rum (1958 und 1968), De dolle Deern (1962), Der Bürgermeisterstuhl (1962), Meister Anecker (1965), Die Königin von Honolulu (1966), Allzumal Sünder (1966), Zwei Kisten Rum (1968), Schneider Nörig (1969), Der möblierte Herr (1971), Mein Mann, der fährt zur See (1971), Das Hörrohr (1973), Tratsch im Treppenhaus (1974), Wenn der Hahn kräht (1976), Rum aus Jamaika (1977) und  Willems Vermächtnis (1978).
1966 führte er Regie bei dem ebenfalls vom NDR aufgezeichneten Stück Kein Auskommen mit dem Einkommen, u. a. mit Otto Lüthje, Heidi Kabel, Heidi Mahler, Edgar Bessen, Erna Raupach-Petersen, Henry Vahl, Hilde Sicks und Ernst Grabbe.

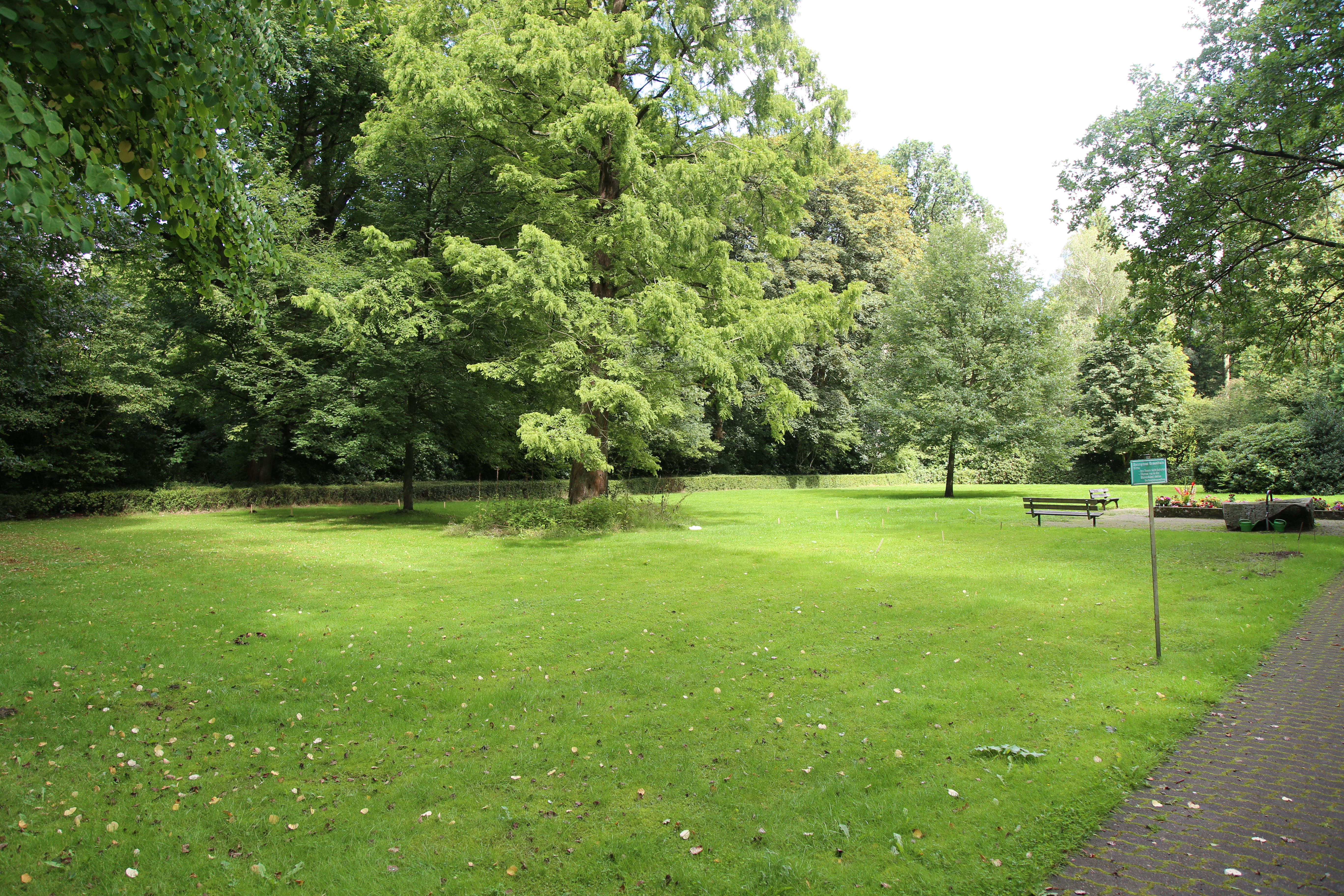
Anonymer Urnenhain bei der Kapelle 2 auf dem Friedhof Ohlsdorf

1979 musste er infolge einer schweren Erkrankung den Beruf aufgeben. Er hat eine Tochter, Susanne, die mit ihm am Ohnsorg Theater spielte. Er wurde in Hamburg auf dem Friedhof Ohlsdorf im Urnenhain bei Kapelle 2 beigesetzt.

## Filmografie (Auswahl)
- 1964: Hafenpolizei – Die Polizei, dein Freund und Helfer
- 1968: Otto und die nackte Welle
- 1968: Polizeifunk ruft – Der Spindmarder
- 1970: Polizeifunk ruft – Kerzen im Stroh[1]

## Hörspiele

### Als Regisseur
- 1962: Weg un Umweg – Autor: Hans Hinrich Krohn
- 1963: De Straaf – Autorin: Alma Rogge
- 1964: Söbenthein Sack Kaffee – Autor: Rudolf Kinau
- 1964: Nix as Theater – Autor: Walther Kist
- 1965: Dat Schattenspeel – Autor: Hermann Boßdorf
- 1966: Duppelte Räken – Autor: Jep Nissen Andersen
- 1966: Twee Kisten Rum – Autorin: Alma Rogge
- 1966: Dat Deenstbook – Autor: Walter Kist
- 1967: Dor deit sick wat – Autor: Karl Bruno Wehner
- 1968: De Lüd vun Norderstrand – Autor: Bertel Budtz Müller
- 1969: De Pietsch – Autor: Thora Thyselius
- 1969: Dat Argernis (auch Sprecher) – Autor: Fritz Völker

### Als Sprecher
- 1949: Dat Moor – Regie: Hans Freundt
- 1949: Wrack – Regie: Hans Freundt
- 1950: Swienskomödi – Regie: Hans Freundt
- 1950: Till Ulenspegel – Regie: Hans Freundt
- 1950: Johannes Brahms – Regie: Hans Freundt
- 1951: Mien lütt Dörp – Autor und Regie: Werner Perrey
- 1951: Dat Redentiner Osterspill – Regie: Hans Freundt
- 1951: Blomen un Unkruut – Regie: Hans Freundt
- 1951: De dütsche Michel – Regie: Hans Freundt
- 1951: Alltomal Sünner – Regie: Werner Perrey
- 1952: Heimotluft – Regie: Hans Freundt
- 1952: Schenkt ward di nix! – Regie: Hans Freundt
- 1952: De Landfeend op Helgoland – Regie: Werner Perrey
- 1952: Ut de Franzosentid – Regie: Hans Freundt
- 1952: Allns üm de Deern – Regie: Hans Freundt
- 1952: Een Sommerdag – Regie: Hans Freundt
- 1952: Ulenspegel – Kneep – Regie: Hans Freundt
- 1952: In Luv und Lee die Liebe – Regie: Hans Freundt
- 1952: Zitronenjette – Regie: Günter Jansen
- 1952: De grote Krink – Regie: Hans Freundt
- 1952: De dütsche Slömer – Regie: Hans Freundt
- 1953: Finkwarder – Regie: Hans Freundt
- 1953: Dat Brannwien-Duwell – Regie: Günter Jansen
- 1953: Rungholt – Schicksalstag der Stadt am Meer – Regie: Günter Jansen
- 1953: Buur Harms dröömt – Regie: Günter Jansen
- 1953: Geert Jensen söcht den Minschen – Regie: Günter Jansen
- 1953: Nu kümmt de Storm – Regie: Günter Jansen
- 1953: Schorsch ist klöker – Regie: Günter Jansen
- 1953: En Swien geiht üm – Regie: Günter Jansen
- 1953: Alltomal Sünner – Regie: Werner Perrey
- 1954: De gefährliche Bloom – Regie: Günter Jansen
- 1954: Wo de Welt to Enn is – Regie: Hans Tügel
- 1954: Hemmingstedt – Regie: Günter Jansen
- 1954: Hein Mahrt – Regie: Hans Tügel
- 1954: Smuggelmeier – Regie: Günter Jansen
- 1954: Greta – Regie: Günter Jansen
- 1954: Harten ünner'n Hamer – Regie: Hans Tügel
- 1954: Holländisch-niederdeutsche Stunde: Zwei Kurzhörspiele: De Spööktiger und Seemannsleven – Regie: Hans Tügel
- 1954: Dat Hörrohr – Regie: Günter Jansen
- 1954: Stine maakt Nachtschicht – Regie: Günter Jansen
- 1954: Nebel – Regie: Günter Jansen
- 1954: Ostenwind – Regie: Günter Jansen
- 1954: Spuren in'n Snee! – Regie: Günter Jansen
- 1954: Dat Hart is klöker – Regie: Hans Tügel
- 1955: Junge, Junge, wat'n Heunerkrom – Regie: Günter Jansen
- 1955: De frömde Fro – Regie: Hans Tügel
- 1955: De söbensinnige Möller – Regie: Hans Tügel
- 1955: De Drehherrenkoppel – Regie: Günter Jansen
- 1955: Dat Spill von de Hilligen Dree Könige – Regie: Hans Mahler
- vor 1956: Cili Cohrs – Regie: Günter Jansen
- 1956: De Lots – Regie: Günter Jansen
- 1956: Fritz Stavenhagen – Regie: Hans Tügel
- 1956: Äwer de Grenz – Regie: Günter Jansen
- 1956: Stratenmusik – Regie: Hans Tügel
- 1957: Dat Wunnerkind – Regie: Günter Jansen
- 1957: Paragraf een: "De Minsch" – Regie: Günter Jansen
- 1957: To froh un to last – Regie: Günter Jansen
- 1957: Albert Ballin – Regie: Hans Freundt (Aufnahme entstand bereits 1950)
- 1957: Leege Lüd – Regie: Günter Jansen
- 1957: Mudder is verreist – Regie: Günter Jansen
- 1957: Stött di nich an de Nees, Hannes – Regie: Günter Jansen
- 1957: Dat Düvelsexamen  – Regie: Hans Tügel, mit Uwe Friedrichsen
- 1957: Kaspar Troll – Regie: Hans Tügel
- 1957: De Möllner Gerechtigkeit – Regie: Hans Tügel
- 1958: Fierobend – Regie: Günter Jansen
- 1958: Merkur über Hamburg – Regie: Hans Tügel
- 1958: Leege Fracht – Regie: Günter Jansen
- 1958: Hamborg sien Uhlenspeegel – Regie: Günter Jansen
- 1959: De Börgermeister vun Lütten-Bramdörp – Regie: Hans Mahler
- 1959: De Dannboom ward doch brenn – Regie: Heinz Lanker
- 1960: Ose von Sylt – Regie: Gustav Burmester
- 1960: Up eegen Fust – Autor und Regie: Hans Mahler
- 1960: Bott för de Doden – Regie: Hans Tügel
- 1960: De verloren Söhn – Regie: Hans Tügel
- 1960: Dat Nettelkrut – Regie: Hans Mahler
- 1961: Bootsmann Bünger – Regie: Günther Siegmund
- 1961: Üm Gott sien Gaav – Regie: Heinz Lanker
- 1961: Besök in de Vergangenheit – Regie: Otto Lüthje
- 1961: Haal över – Regie: Curt Timm
- 1961: Snieder Nörig – Regie: Hans Tügel
- 1961: De achter uns steiht – Regie: Hans Tügel
- 1962: Carsten Curator – Regie: Hans Mahler
- 1962: Fischernetten – Regie: Günther Siegmund
- 1962: Dat letzt vull Glas – Regie: Hans Tügel
- 1962: Keen Platz in't Hus – Regie: Rudolf Beiswanger
- 1962: Dat Düvelsspill – Regie: Hans Tügel
- 1962: Leentje Marten – Regie: Heinz Lanker
- 1962: Nich dat Geld alleen – Regie: Friedrich Schütter
- 1963: De Püjazz – Regie: Hans Mahler
- 1963: Spöök vun güstern – Regie: Hans Tügel
- 1964: De Dintenfisch – Regie: Hermann Lenschau
- 1964: Reinke de Voss – Regie: Friedrich Schütter
- 1964: Dat Protokoll – Regie: Hans Tügel
- 1965: De Deef – Regie: Hans Tügel
- 1965: Een leegen Hannel – Regie: Hans Tügel
- 1965: Kramer Kray – Regie: Günther Siegmund
- 1965: De Seelenköper – Regie: Friedrich Schütter
- 1966: De Börgermeisterstohl – Regie: Heinz Lanker
- 1966: König Augias – Regie: Günther Siegmund
- 1966: Steen op'n Weg – Regie: Heinz Lanker
- 1966: Thees Grott sien leven Gott – Regie: Günther Siegmund
- 1966: Lünkenlarm – Regie: Hans Tügel
- 1966: Frömde Fro an Bord – Funkfassung, Bearbeitung und Regie: Günther Siegmund
- 1966: Sylvester – Regie: Heinz Lanker
- 1967: De Nixenkomödie – Regie: Hermann Lenschau
- 1967: Schatten vun güstern – Regie: Günther Siegmund
- 1967: De Termin – Regie: Curt Timm
- 1967: Dat nige Kleed – Regie: Günther Siegmund
- 1967: De Düppler Sturmmarsch – Regie: Hans Tügel
- 1967: Slöppst du? – Regie: Günter Jansen und Jutta Zech
- 1967: De Keunigin von Honolulu – Regie: Günther Siegmund
- 1968: Solotouren – Regie: Heinz Lanker
- 1968: De Toorn – Regie: Hans Tügel
- 1968: Afdanzball – Regie: Hans Tügel
- 1968: Dat Groschengraff – Regie: Günther Siegmund
- 1968: To laat – Regie: Heinz Lanker
- 1969: De Weg weer wiet – Regie: Heinz Lanker
- 1974: Dat hest dorvun ... – Regie: Heinz Lanker